# Ivan Šipajlo
Ivan Šipajlo byl československý bobista. V té době byl studentem a na olympiádu přijel původně jako divák.

## Závodní kariéra
Startoval za Československo na ZOH 1948 ve Svatém Mořici. Posádku bobu tvořil pilot Max Ippen a dále Jiří Novotný, Ivan Šipajlo a František Zajíček. V závodě čtyřbobů skončil na 14. místě.